# John O'Brien (futbolista)
John Patrick O'Brien (nacido el 29 de agosto de 1977 en Los Ángeles, California) es un exfutbolista estadounidense que jugaba de mediocampista. Su último club fue el Chivas USA de la Major League Soccer.
O'Brien fue uno de los primeros estadounidenses en jugar como titular para un club importante en Europa, el AFC Ajax. También fue calificado en su momento como el mejor futbolista estadounidense por parte su compañero de equipo en la selección nacional, Landon Donovan. No obstante, una carrera plagada de lesiones la vieron llegar a su fin prematuramente en 2006.

## Selección nacional

### Participaciones en Juegos Olímpicos
| Olimpiadas               | Sede   | Resultado      |
| ------------------------ | ------ | -------------- |
| Juegos Olímpicos de 2000 | Sídney | Cuarto lugar   |
| Juegos Olímpicos de 2008 | Pekín  | Fase de grupos |

### Participaciones en Copas del Mundo
| Mundial                        | Sede                  | Resultado        |
| ------------------------------ | --------------------- | ---------------- |
| Copa Mundial de Fútbol de 2002 | Japón / Corea del Sur | Cuartos de final |
| Copa Mundial de Fútbol de 2006 | Alemania              | Fase de grupos   |

## Estadísticas
Actualizado el 26 de octubre de 2012.
| FC Utrecht · Países Bajos | 1.ª           | 1998/99       | 3  | 2 | 0 | 0 | 0  | 0 | 3  | 2 |
| FC Utrecht · Países Bajos | Total club    | Total club    | 3  | 2 | 0 | 0 | 0  | 0 | 3  | 2 |
| Ajax Ámsterdam · Países Bajos | 1.ª           | 1999/00       | 16 | 1 | 1 | 0 | 4  | 0 | 21 | 1 |
| Ajax Ámsterdam · Países Bajos | 1.ª           | 2000/01       | 4  | 1 | 0 | 0 | 0  | 0 | 4  | 1 |
| Ajax Ámsterdam · Países Bajos | 1.ª           | 2001/02       | 27 | 2 | 4 | 0 | 3  | 0 | 34 | 2 |
| Ajax Ámsterdam · Países Bajos | 1.ª           | 2002/03       | 12 | 0 | 3 | 0 | 5  | 0 | 18 | 0 |
| Ajax Ámsterdam · Países Bajos | 1.ª           | 2003/04       | 4  | 0 | 0 | 0 | 0  | 0 | 4  | 0 |
| Ajax Ámsterdam · Países Bajos | 1.ª           | 2004/05       | 1  | 0 | 0 | 0 | 0  | 0 | 1  | 0 |
| Ajax Ámsterdam · Países Bajos | Total club    | Total club    | 64 | 3 | 8 | 0 | 12 | 0 | 84 | 3 |
| ADO Den Haag · Países Bajos |               |               |    |   |   |   |    |   |    |   |
| 1.ª | 2005/06       | 3             | 0  | 0 | 0 | - | -  | 3 | 0  |   |
| Total club | Total club    | 3             | 0  | 0 | 0 | - | -  | 3 | 0  |   |
| Chivas USA Estados Unidos |               |               |    |   |   |   |    |   |    |   |
| 1.ª | 2006          | 1             | 0  | 0 | 0 | - | -  | 1 | 0  |   |
| Total club | Total club    | 1             | 0  | 0 | 0 | - | -  | 1 | 0  |   |
| Total carrera | Total carrera | Total carrera | 71 | 5 | 8 | 0 | 12 | 0 | 91 | 5 |
| (1)Incluye datos de la KNVB Beker (1999/00, 2001/02, 2002/03); Supercopa de los Países Bajos (2002/03) (2)Incluye datos de la Copa UEFA (1999/00, 2001/02); la Liga de Campeones de la UEFA (2002/03) |               |               |    |   |   |   |    |   |    |   |